# Чемпионат мира по лёгкой атлетике 2023 — бег на 10 000 метров (мужчины)
Соревнования по бегу на 10 000 метров у мужчин на чемпионате мира 2023 года прошли на стадионе National Athletics Centre Centre в Будапеште 20 августа, старт был дан в 18:25.

## Ход забега
Джоэл Айеко быстро начал дистанцию с 62-секундным кругом и стал лидером. Остальная спортсмены не стали бежать так быстро и позволили уйти ему в отрыв. После этого рывка Аеко снизил темп до 71 секунды на круг. Пелотон позволил Аеко быть первым 3200 метров. Аеко удерживал позицию еще на 800 метров, прежде чем Бенард Кибет решил, что пришло время догнать беглеца, увеличил темп до 66 секунд. Пробежав чуть больше круга, Аеко сошёл с дистанции. Кибет и Бериху Арегави возглавили бег. На 16-м круге олимпийский чемпион Селемон Барега вышел из задней части лидирующей группы, чтобы показать своему товарищу по команде Арегави, какой ему нужен темп. Арегави согласился и поддержал темп. К последним кругам действующий чемпион мира Джошуа Чептегей наблюдал за Арегави, Мохаммед Ахмед был прижат к бровке, а все трое кенийцев и Барега наблюдали за происходящим сзади. За полтора круга до финиша Барега добавил, чтобы присоединиться к своему товарищу по команде, но Чептегей вышел вперёд перед последним кругом. Бегуны растянулась, и только двое эфиопов и Даниэль Эбенио смогли оставаться тянуться за лидером. За 200 до финиша Арегави показал свою слабость и оглянулся, а Эбеньо обошел его. Барега держался за Чептегеем на протяжении всего последнего поворота, Чептегей преодолел свои последние 400 метров за 52,77, но так и не обогнал Барегу. Чептегей сделал рывок и Барега не смог угнаться, Чептегей отделился и одержал чистую победу с 8-метровым отрывом. Уступив Чептегею, Барега продолжил бег к финишу, но и Эбеньо не прекратил гонку. За 5 метров до финиша Эбеньо по внутренней стороне обошёл его и забрал серебро.

## Рекорды
Перед забегом были следующие рекорды:
| Рекорд                                                                  | Спортсмен                 | Страна         | Время    | Место                    | Дата            |
| ----------------------------------------------------------------------- | ------------------------- | -------------- | -------- | ------------------------ | --------------- |
| Рекорд мира                                                             | Джошуа Чептегеи           | Уганда         | 26:11.00 | Валенсия, Испания        | 7 октября 2020  |
| Рекорд чемпионатов мира                                                 | Кенениса Бекеле           | Эфиопия        | 26:46.31 | Берлин, Германия         | 17 августа 2009 |
| Лучший результат сезона                                                 | Бериху Арегави            | Эфиопия        | 26:50.66 | Нерха, Испания           | 23 июня 2023    |
| Рекорд Африки                                                           | Джошуа Чептегеи           | Уганда         | 26:11.00 | Валенсия, Испания        | 7 октября 2020  |
| Рекорд Азии                                                             | Ахмад Хассан Абдуллах     | Катар          | 26:38.76 | Брюссель, Бельгия        | 5 сентября 2003 |
| Рекорд Северной Америки, Центральной Америки и стран Карибского региона | Грант Фишер               | США            | 26:33.84 | Сан-Хуан-Капистрано, США | 6 марта 2022    |
| Рекорд Южной Америки                                                    | Марилсон Гомес дос Сантос | Бразилия       | 27:28.12 | Нерпелт, Бельгия         | 2 июня 2007     |
| Рекорд Европы                                                           | Мо Фара                   | Великобритания | 26:46.57 | Юджин, США               | 3 июня 2011     |
| Рекорд Австралии и Океании                                              | Джек Рейнер               | Австралия      | 27:15.35 | Сан-Хуан-Капистрано, США | 6 марта 2022    |

## Квалификационный норматив
Квалификационный норматив — 27:10.00.

## Результаты

### Финал
| Место        | Спортсмен           | Страна   | Время    | Примечания |
| ------------ | ------------------- | -------- | -------- | ---------- |
| 1            | Джошуа Чептегеи     | Уганда   | 27:51.42 | SB         |
| 2            | Дэниел Эбеньо       | Кения    | 27:52.60 |            |
| 3            | Селемон Барега      | Эфиопия  | 27:52.72 |            |
| 4            | Бериху Арегави      | Эфиопия  | 27:55.71 |            |
| 5            | Бенард Кибет        | Кения    | 27:56.27 |            |
| 6            | Мохаммед Ахмед      | Канада   | 27:56.43 | SB         |
| 7            | Rodrigue Kwizera    | Бурунди  | 28:00.29 | SB         |
| 8            | Николас Кимели      | Кения    | 28:03.38 |            |
| 9            | Янн Шраб            | Франция  | 28:07.42 | SB         |
| 10           | Бирхану Балев       | Бахрейн  | 28:08.03 | SB         |
| 11           | Вуди Кинкейд        | США      | 28:08.71 |            |
| 12           | Йеманеберхан Криппа | Италия   | 28:16.40 |            |
| 13           | Исаак Кимели        | Бельгия  | 28:20.77 | SB         |
| 14           | Адриан Вильдшутт    | ЮАР      | 28:21.40 |            |
| 15           | Рен Тазава          | Япония   | 28:25.85 |            |
| 16           | Шон МакГорти        | США      | 28:27.54 |            |
| 17           | Сантьяго Катрофe    | Уругвай  | 28:28.49 | NR         |
| 18           | Zerei Kbrom Mezngi  | Норвегия | 28:30.76 |            |
| 19           | Мерхави Мебрахеу    | Эритрея  | 28:50.62 |            |
| 20           | Джо Клекер          | США      | 29:03.41 |            |
| 21           | Нильс Фойгт         | Германия | 29:06.79 |            |
| 22           | Роджерс Кибет       | Уганда   | 29:10.07 |            |
|              | Джоэл Айеко         | Уганда   | DNF      | DNF        |
| Карлос Диас  | Чили                |          | DNF      | DNF        |
| Yismaw Dillu | Эфиопия             |          | DNF      | DNF        |